# Landesgartenschau Neuenburg am Rhein 2022
Die Landesgartenschau Neuenburg am Rhein 2022 fand von April bis Oktober 2022 im baden-württembergischen Neuenburg am Rhein  statt. Sie stand unter dem Motto „Eine Stadt geht zum Rhein – STADT. LAND. FLUSS.“

## Entwicklung
Die ersten Vorbereitungen zur Ausrichtung der baden-württembergischen Landesgartenschau 2022 erfolgten seit Beginn des Jahres 2011, u. a. durch Anpassungen des betreffenden Flächennutzungsplans, auch im Zuge des Stadtentwicklungsprojekts Neuenburg zum Rhein sowie der lokalen Umsetzung des Integrierten Rheinprogramms (IRP) zum Hochwassermanagement vor allem am Unterlauf des Rheins; im Januar 2011 erfolgte der Auftakt des Projekts auch für die Bewohner der Stadt. Erste Ergebnisse der „Umwälzungen“ sind im Frühjahr 2015 sichtbar.
Bei den Vorarbeiten zum IRP und dem damit verbundenen Rheingärten-Projekt zur LGS mussten 1,5 Tonnen Kampfmittelreste beseitigt werden;  der Spatenstich für die „Rheingärten“ erfolgt am 26. September 2014 durch den baden-württembergischen Umweltminister Franz Untersteller.
Beim jährlichen Empfang zum Auslöffeln der „Narren-Suppe“ am „Schmutzige Dunnschdig“ 2015 präsentierte der amtierende städtische Bürgermeister Schuster (CDU) den damals amtierenden Oberbürgermeister des nördlich liegenden Freiburgs, Dieter Salomon (Bündnis 90/Die Grünen) als Botschafter für das Neuenburger Vorhaben, er übernahm speziell die Patenschaft auch für einen Spitzahorn: „Dieser zeichne sich durch ein frisches helles Grün, Langlebigkeit und vielfältige Mischfähigkeit aus“. Freiburg war Ausrichterin der Landesgartenschau 1986. Bereits früher hatte Neuenburg den aktuellen baden-württembergischen Umweltminister Franz Untersteller (ebenfalls „Grüne“) sowie den früheren Landtagspräsidenten und Spitzenkandidaten für die Landtagswahl Baden-Württemberg 2016 Guido Wolf (CDU) als „LGS-2022-Botschafter“ gewinnen können. Weitere "Botschafter" der LGS 2022 waren z. B. der baden-württembergische Landwirtschaftsminister Peter Hauk und die Staatssekretärin im Ministerium für Ländlichen Raum und Verbraucherschutz Friedlinde Gurr-Hirsch.
Nach der pünktlichen Schließung im Oktober 2022 wurde das Gelände nach Räumung und entsprechender Umgestaltung zu Ostern 2023 wieder zum öffentlichen Gebrauch freigegeben.

## Gestaltung

„Rheingärten“, Blick von der neuen Aussichtsplattform am „Alten Hafen“ (Oktober 2016)

Die Schau erstreckte sich auf zusammen ca. 40 Hektar: Wuhrlochpark (6,1 ha), neuer Rheinpark (14,2), Rheinauepark (14,6) sowie mit sieben ha im Nordabschnitt der rekultivierten Mülldeponie des Landkreises Breisgau-Hochschwarzwald.
In seiner Sitzung am 12. März 2018 beschloss der Gemeinderat Neuenburg die Freiflächenplanung der Landesgartenschau-Daueranlage bezüglich der Rheinterrassen, Rheingärten und des Wuhrlochparks mit dem Ziel der Schaffung dauerhafter Grünanlagen und Freiflächen für die nächsten 15 bis 20 Jahre, darüber hinaus die verkehrstechnischen Planungen.
Am 24. April 2021 sollte ein „Ein-Jahr-Vorher-Fest“ stattfinden, das jedoch aufgrund der COVID-19-Pandemie in Deutschland ausfiel. Am 3. Oktober 2021 begann auf dem „Kartoffelmarkt“ der Vorverkauf der Dauerkarten beginnen, am 17. Oktober erfolgte die Übernahme der offiziellen „Landesgartenschaufahne“ von der Landesgartenschau Überlingen 2021 in Überlingen.

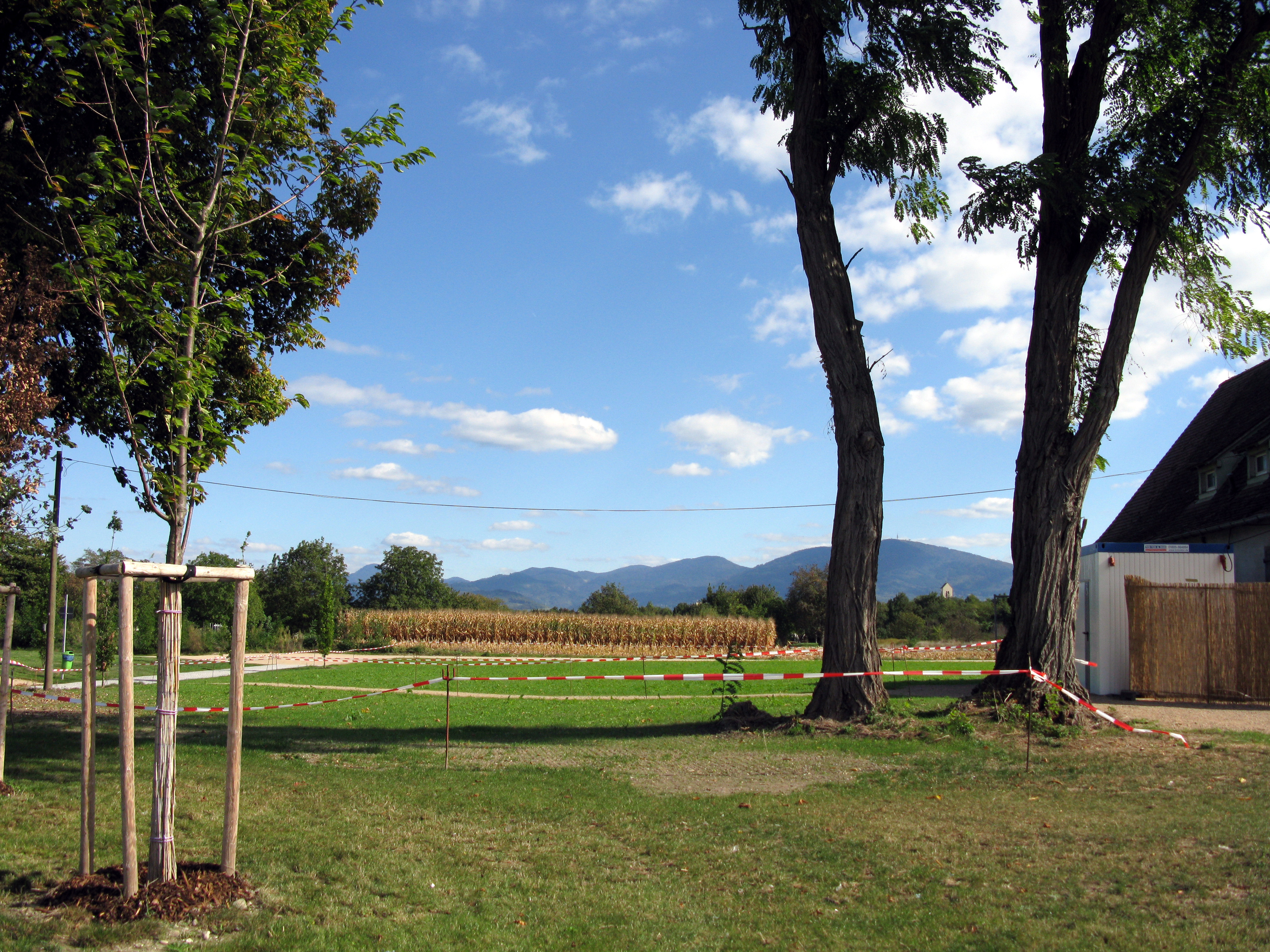
Blick von den Rheingärten gen Norden zum Schwarzwald-Kamm
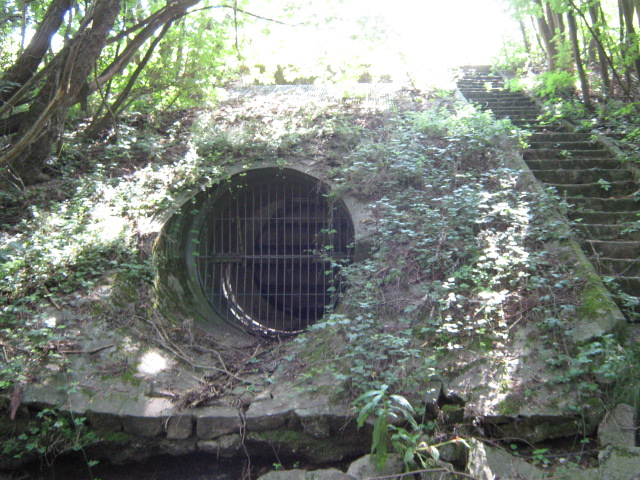
Auslauf des Klemmbachs am Rheindamm (vom „Wuhrloch“ her, August 2011)
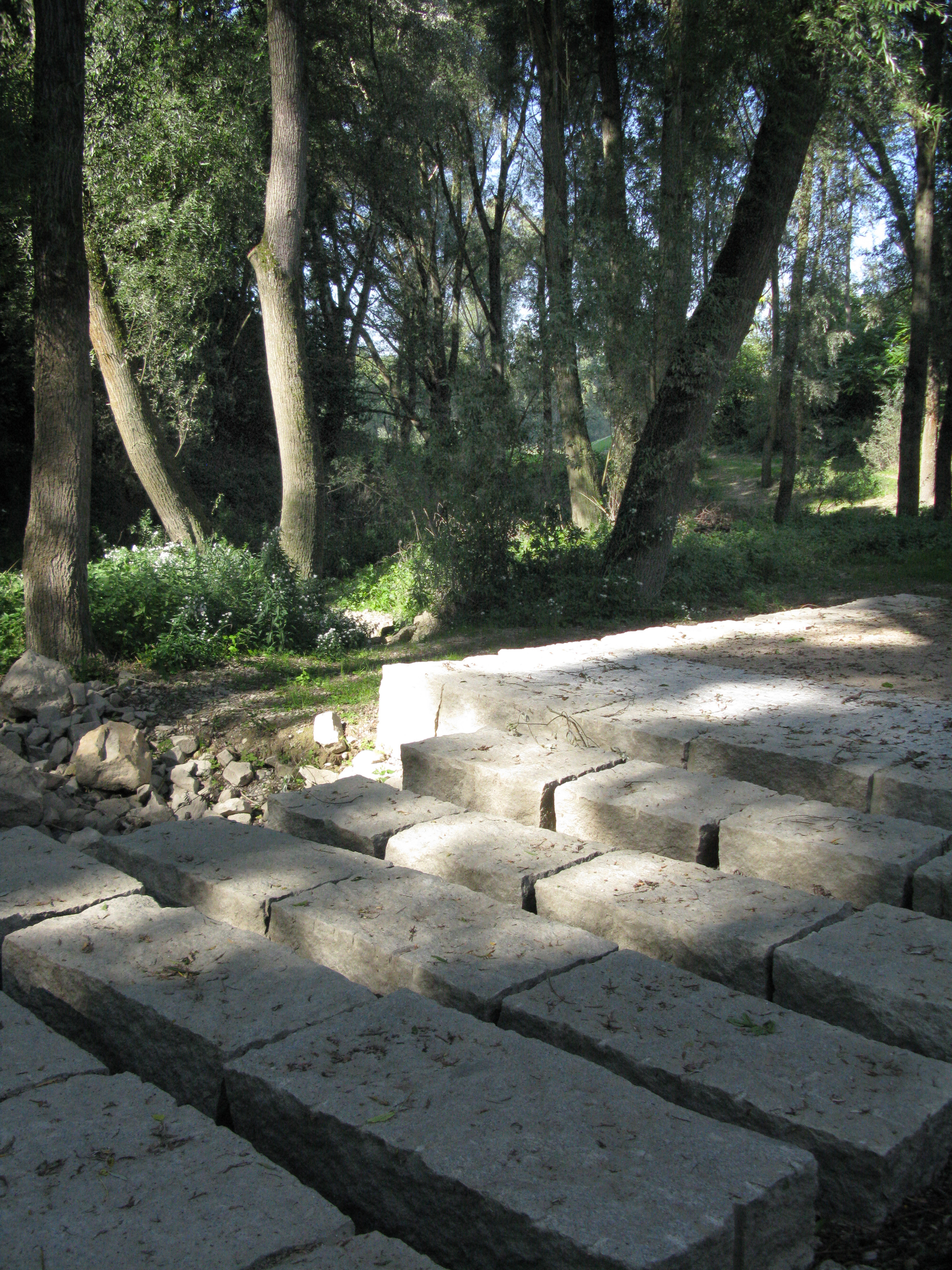
Neue Flusschwellen (Oktober 2016)
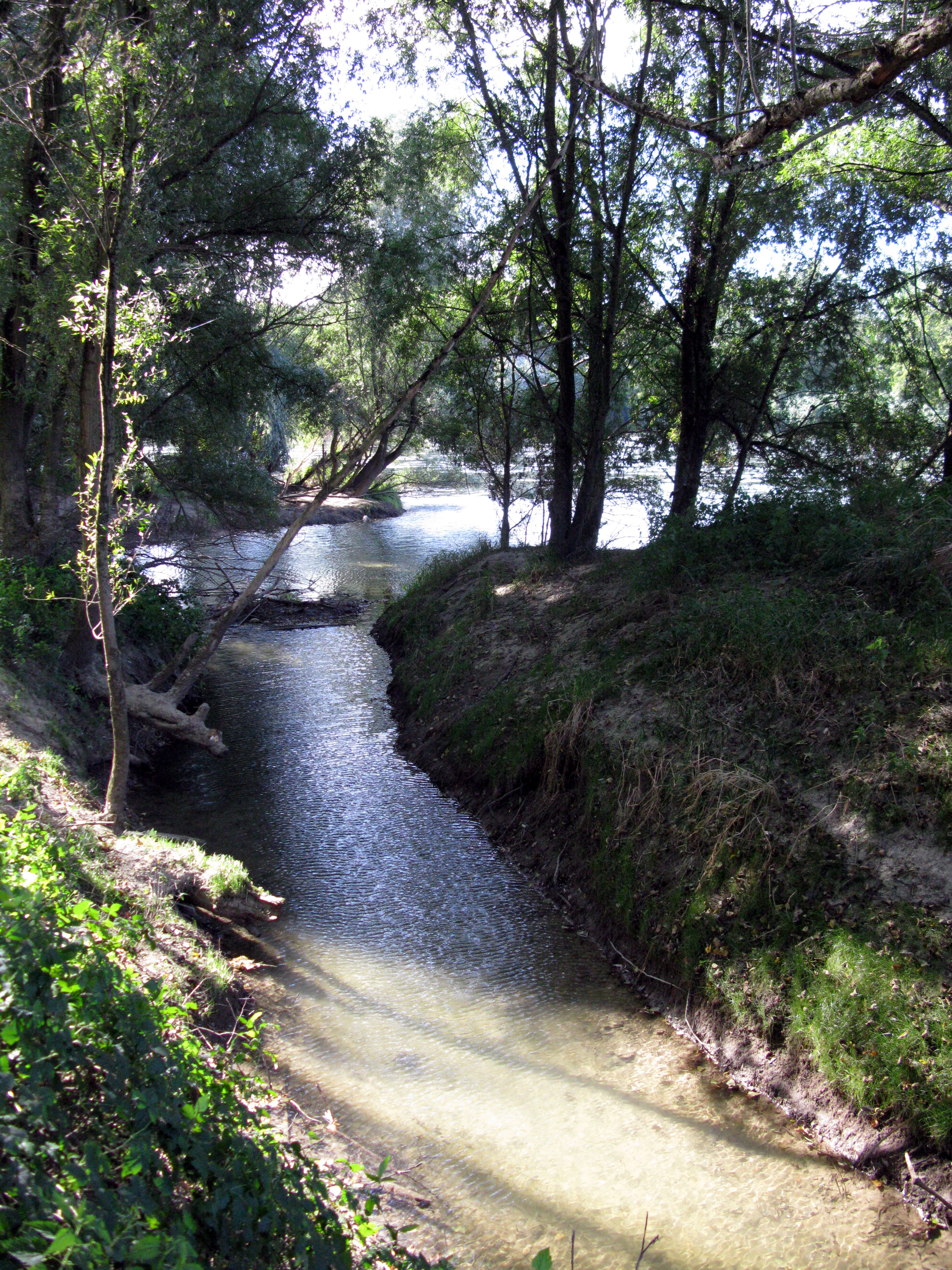
Klemmbach- mündung in den Altrhein (am „alten Hafen“)
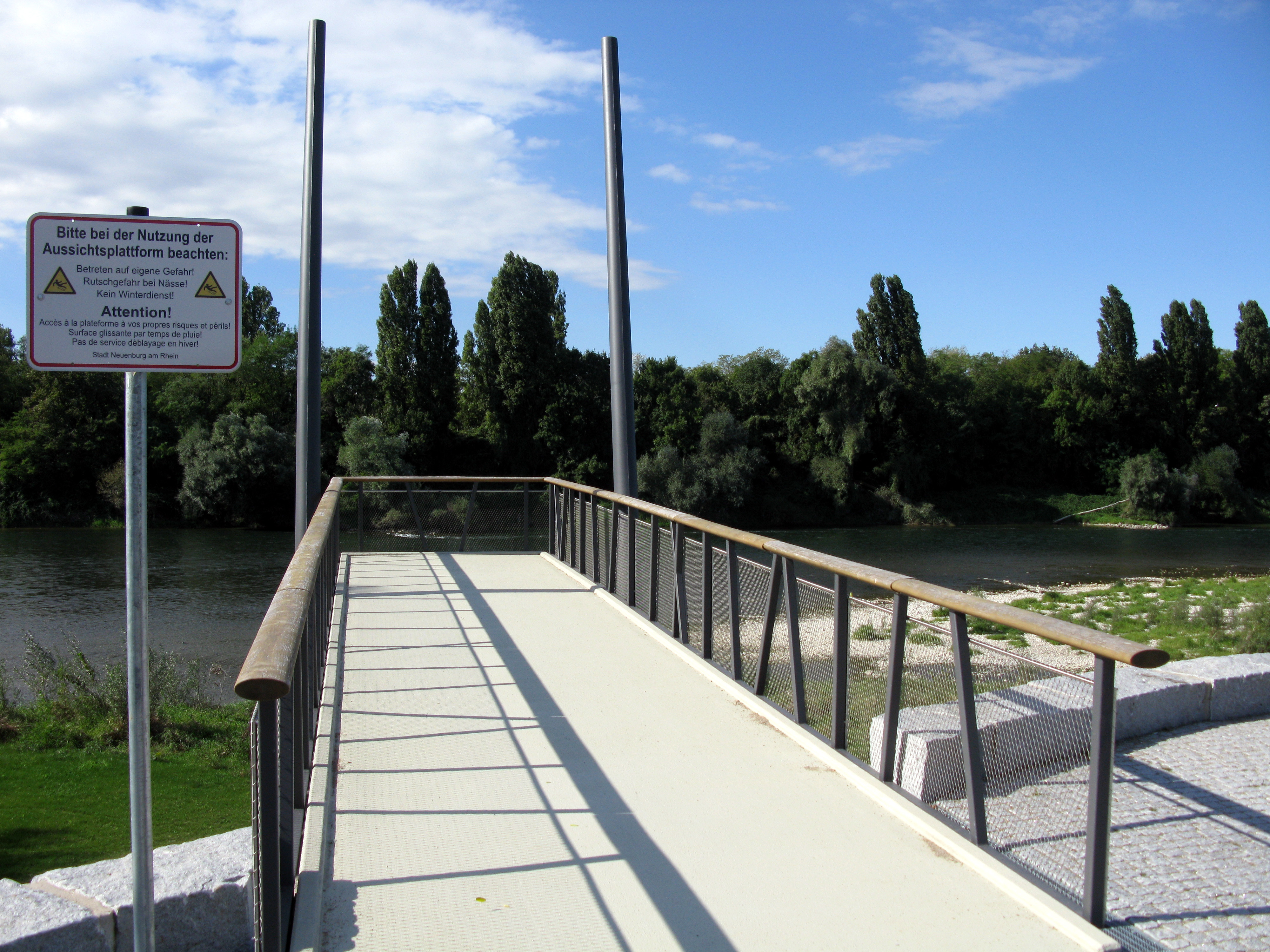
Neue Aussichtsplattform „am alten Hafen“

## Investitionen und Kosten
Bei der Bewerbung zur Ausrichtung der LGS 2009 hatte Neuenburg mit Aufwendungen von rund 10 Millionen Euro für Veranstaltungen sowie demselben Betrag für den Bau dauerhaft bestehender Anlagen gerechnet. 2021 waren beide Positionen auch aufgrund der Corona-Pandemie um rund 3 Mio. Euro teurer geworden. Insgesamt schätzte Neuenburgs Bürgermeister Joachim Schuster laut Presse die von Bund, Land Baden-Württemberg sowie der Privatwirtschaft zu tätigenden Investitionen im Zusammenhang mit der Landesgartenschau auf rund 100 Mio. Euro.